# Byblis (Mythologie)
Byblis (altgriechisch Βυβλίς Byblís) ist eine Gestalt der griechischen Mythologie, Tochter des Miletos mit (je nach Überlieferung) entweder Eidothea, Tragasia oder Kyaneia.
Obschon kein Mangel an Freiern im Umland herrschte, wies sie alle ab, da sie sich über alle Maßen in ihren eigenen Bruder Kaunos verliebt hatte und sich in leidenschaftlicher Sehnsucht nach ihm verzehrte. Sie war sich des Frevels einer solchen Beziehung bewusst, hielt ihre Gefühle vor der Welt geheim, konnte ihnen jedoch schließlich nicht widerstehen. Sie kokettierte mit dem Bruder und war eifersüchtig auf seine Frauenbekanntschaften.
Gemäß Antoninus Liberalis entschloss sie sich, unermesslich geplagt von ihrer nicht erfüllten Liebe, in die Berge zu gehen und sich von einem Felsen in den Tod zu stürzen. Nymphen hatten jedoch Mitleid mit ihr, hielten sie zurück und nahmen sie in ihre Reihen auf, indem sie sie zu einer Hamadryade machten. Das Rinnsal, welches dem Felsen entsprang, hieß darob bei den Einheimischen „Träne der Byblis“.

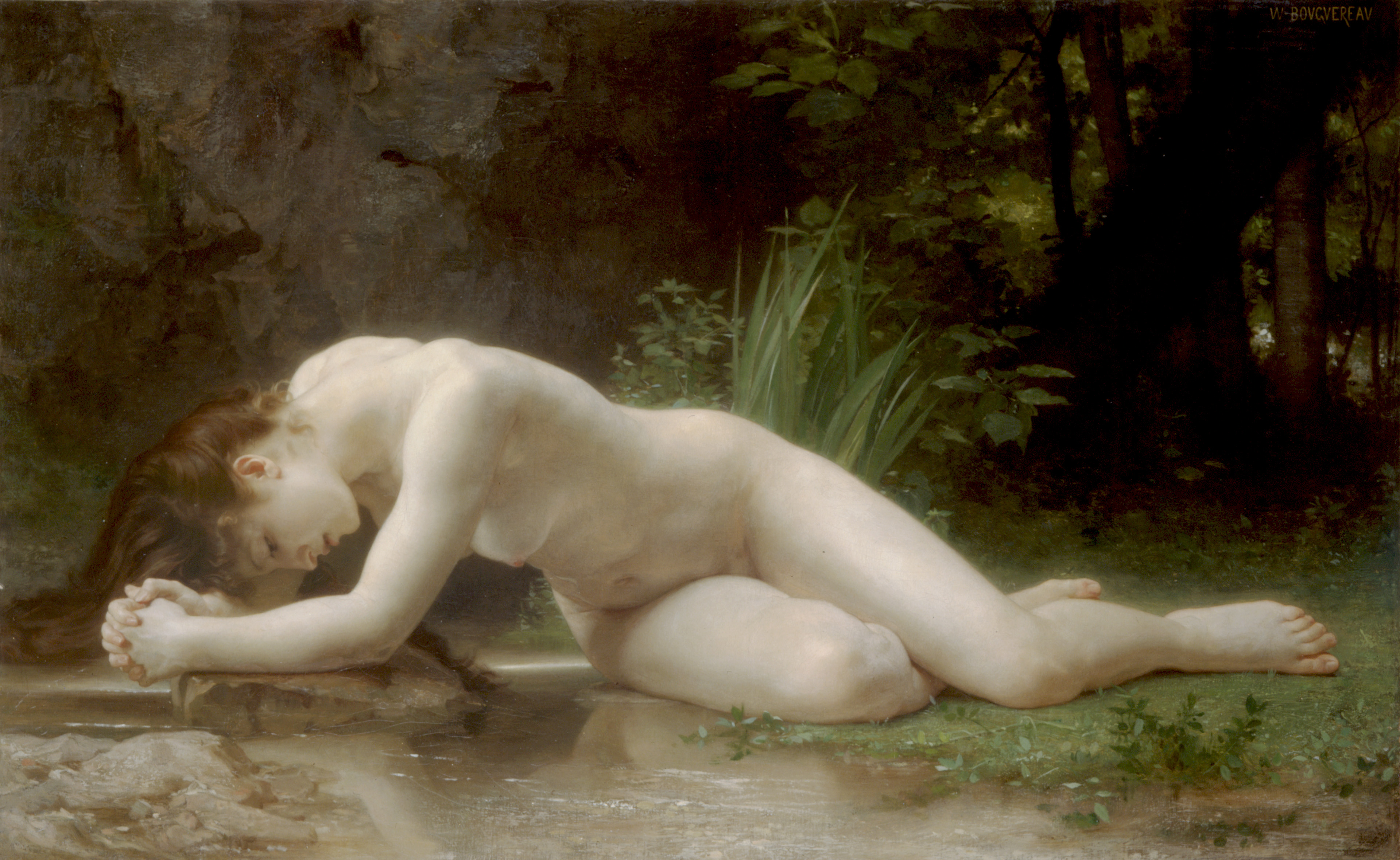
Byblis von William-Adolphe Bouguereau (1884).

Nach Ovid hingegen entschloss sie sich schließlich, ihrem Bruder die Liebe zu gestehen. Er jedoch wies sie barsch zurück und verdammte ihr frevelhaftes Verlangen. Dies führte dazu, dass ihre Sehnsucht alles Maß verlor und sie weitere Versuche unternahm, ihrem Bruder nahezukommen. Der verließ schließlich das Land. Sie verfolgte ihn lange Zeit durch viele Gebiete, bis sie erschöpft zusammenbrach und mit einem Meer aus Tränen das Gras benetzte. Die Nymphen versuchten erfolglos, sie wieder aufzurichten, und ließen schließlich eine unversiegliche Wasserader unter ihr entspringen. In diesem Wasser zerfloss Byblis in ihren eigenen Tränen und wurde zu einer Quelle, die noch heute den Namen Byblis trägt.
Andere sagen, Byblis habe sich selbst die Schuld an ihres Bruders Flucht gegeben und sich dies so sehr zu Herzen genommen, dass sie sich mit ihrem Haarband an einer Eiche erhängte. Aus ihren Tränen habe schließlich zu ihren Füßen eine Quelle zu fließen begonnen, die nach ihr Byblis genannt wurde.
Byblis ist außerdem Namensgeberin für die fleischfressende Pflanzengattung Byblis.